# Lago Gudelack
El lago Gudelack (en alemán: Gudelacksee) es un lago situado en el distrito rural de Prignitz Oriental-Ruppin, en el estado de Brandeburgo (Alemania), a una elevación de 52 metros; tiene un área de 438 hectáreas.